# Campeonato Europeo de Baloncesto Masculino de 1937
El Campeonato Europeo de Baloncesto Masculino de 1937, oficialmente "Eurobasket 1937", fue el segundo campeonato regional europeo, sujeto por la (FIBA). Ocho equipos nacionales afiliados a la federación de baloncesto internacional (FIBA) tomaron parte en la competición. España en plena guerra civil no disputó la competición todo haber quedado segunda en la anterior competición. La competición tuvo lugar en Letonia y la sede fue la ciudad de Riga del 2 al 7 de mayo de 1937.

## Clasificación final
| Posición | Equipo                          |
| -------- | ------------------------------- |
| 1        | Lituania (Lietuvos Respublika)  |
| 2        | Italia (Regno d'Italia)         |
| 3        | Francia (République française)  |
| 4        | Polonia (Rzeczpospolita Polska) |
| 5        | Estonia (Eesti Vabariik)        |
| 6        | Letonia (Latvijas Republika)    |
| 7        | Checoslovaquia (Československo) |
| 8        | Egipto (جمهوريّة مصرالعربيّة)     |

## Resultados

### Fase de clasificación
La fase de clasificación estaba constituida por los ocho equipos siendo estos separados en dos grupos de cuatro equipos. Cada grupo jugó una ronda de clasificación, los dos equipos con mayor puntuación de cada grupo avanzaban a las semifinales y los otros dos pasaban a jugar la ronda de clasificación de los últimos puestos. Las victorias valían 2 puntos y las derrotas 1 punto.

#### Grupo A
| Posición | Equipo   | G | P | T+ | T- | DT  | Pts |
| -------- | -------- | - | - | -- | -- | --- | --- |
| 1        | Lituania | 3 | 0 | 63 | 42 | +21 | 6   |
| 2        | Italia   | 2 | 1 | 52 | 42 | +10 | 5   |
| 3        | Estonia  | 1 | 2 | 79 | 65 | +14 | 4   |
| 4        | Egipto   | 0 | 3 | 22 | 67 | -45 | 3   |

Leyenda: G:ganados, P:perdidos, T+:puntos anotados, T-:Puntos recibidos, DT:diferencia de puntos, Pts:puntos
| Italia   | 30 - 20 | Estonia            |
| Estonia  | 44 - 15 | Egipto             |
| Lituania | 22 - 20 | Italia             |
| Lituania | 20 - 15 | Estonia            |
| Lituania | 21 - 7  | Egipto             |
| Italia   | 2 - 0   | Egipto (Se retiró) |

#### Grupo B
| Posición | Equipo         | G | P | T+ | T- | DT  | Pts |
| -------- | -------------- | - | - | -- | -- | --- | --- |
| 1        | Polonia        | 2 | 1 | 84 | 73 | +11 | 5   |
| 2        | Francia        | 2 | 1 | 75 | 69 | +6  | 5   |
| 3        | Letonia        | 2 | 1 | 95 | 63 | +32 | 5   |
| 4        | Checoslovaquia | 0 | 3 | 49 | 98 | -49 | 3   |

Leyenda: G:ganados, P:perdidos, T+:puntos anotados, T-:Puntos recibidos, DT:diferencia de puntos, Pts:puntos
| Francia | 26 - 19 | Checoslovaquia |
| Francia | 29 - 24 | Polonia        |
| Polonia | 28 - 19 | Checoslovaquia |
| Polonia | 32 - 25 | Letonia        |
| Letonia | 44 - 11 | Checoslovaquia |
| Letonia | 26 - 20 | Francia        |

### Clasificación 5º a 8º
Los cuatro equipos perdedores en la fase de clasificación se enfrentaron en los partidos de clasificación.
- Semifinales de clasificación

| Estonia | 30 - 20 | Checoslovaquia     |
| Letonia | 2 - 0   | Egipto (Se retiró) |

- Partido de desempate 7º y 8º puesto

| Checoslovaquia | 2 - 0 | Egipto (Se retiró) |

- Partido de desempate 5º y 6º puesto

| Estonia | 41 - 19 | Letonia |

### Semifinal y final
Las semifinales la disputaron los cuatro equipos vencedores en la fase de clasificación. Los dos equipos vencedores disputarían la final y los perdedores jugarían un partido para el tercer y cuarto puesto.
| Italia   | 36 - 32 | Francia |
| Lituania | 31 - 25 | Polonia |

- Partido para la medalla de bronce

| Francia | 27 - 24 | Polonia |

- Partido final de campeonato

| Lituania | 24 - 23 | Italia |

## Equipos
Lituania (Lietuvos Respublika)
- Entrenador/Jugador: Feliksas Kriaučiūnas.
- Jugadores: Feliksas Kriaučiūnas, Pranas Talzūnas, Stasys Šackus, Juozas Žukas, Leonas Baltrūnas, Zenonas Puzinauskas, Artūras Andrulis, Leopoldas Kepalas, Pranas Mažeika, Česlovas Daukša, Leonas Petrauskas, Eugenijus Nikolskis

 Italia (Regno d'Italia)
- Entrenador:
- Jugadores: 2.Italy: Livio Franceschini, Ambrogio Bessi, Galeazzo Dondi, Emilio Giassetti, Giancarlo Marinelli, Camillo Marinone, Sergio Paganella, Mino Pasquini, Michele Pelliccia, Ezio Varisco

 Francia (République française)        
- Entrenador: Henri Kretzschmar.
- Jugadores: Pierre Boel, Robert Cohu, Jacques Flouret, Henri Hell, Edmond Leclere, Henri Lesmayoux, Fernand Prudhomme, Etienne Roland, Eugene Ronner, Marcel Vérot

 Polonia (Rzeczpospolita Polska)
- Entrenador: Walenty Klyszejko.
- Jugadores: Pawel Stok, Michal Czajczyk, Stefan Gendera, Florian Grzechowiak, Zdzislaw Kasprzak, Janusz Patrzykont, Andrzej Plucinski, Zbigniew Resich, Zenon Rozycki, Jaroslaw Smigielski

 Estonia (Eesti Vabariik)
- Entrenador: Herbert Niiler.
- Jugadores: Heino Veskila, Oskar Erikson, Evald Mahl, Vladimir Kärk, Robert Keres, Aleksander Illi, Alfred Zimmermann, Albert Suurna, Ralf Viksten

 Letonia (Latvijas Republika)
- Entrenador: Ädolfs Grasis.
- Jugadores: Eduards Andersons, Aleksejs Anufrijevs, Mārtiņš Grundmanis, Jãnis Janson, Rūdolfs Jurciņš, Andrejs Krisons, Aleksandrs Martinsons, Visvaldis Melderis, Džems Raudziņš, Voldemãrs Šmits.

 Checoslovaquia (Československo)       
- Entrenador: František.
- Jugadores: Josef Bartoníček, Ludvík Dvořáček, Josef Klíma, Jan Kozák, Silverius Labohý, Ladislav Prokop, Zdenĕk Schöller, Bertan Štorkán.

 Egipto (جمهوريّة مصرالعربيّة) 
- Entrenador:
- Jugadores: